# Нагорное (Ленинградская область)
Нагорное (до 1948 — Лавола, фин. Lavola) — посёлок в Красносельском сельском поселении Выборгского района Ленинградской области.

## Название
В первые послевоенные годы в деревне Лавола разместилось подсобное хозяйство завода № 206. Работники этого хозяйства зимой 1948 года присвоили деревне новое название — Нагорная.
Переименование было закреплено указом Президиума ВС РСФСР от 13 января 1949 года.

## История

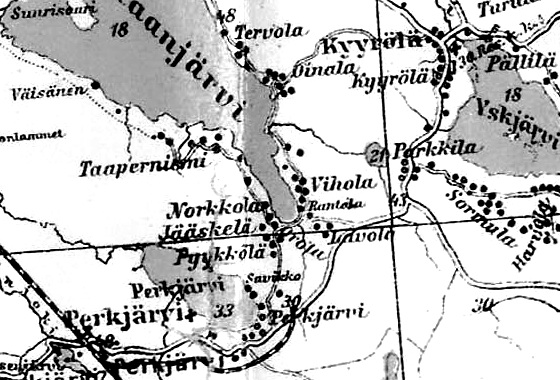
Деревня Лавола на финской карте 1923 года

До 1939 года деревня Лавола входила в состав волости Муолаа Выборгской губернии Финляндской республики. В деревне было не более 15 домохозяйств.
С 1 мая 1940 года по 30 сентября 1948 года — в составе Перкъярвского сельсовета Каннельярвского (Райволовского) района. В 1940 году население деревни составляло 141 человек.
С 1 июля 1941 года по 31 мая 1944 года — финская оккупация. 
С 1 октября 1948 года — в составе Кирилловского сельсовета Рощинского района.
В 1958 году население посёлка составляло 48 человек.
С 1 февраля 1963 года — в составе Выборгского района.
Согласно данным 1966 года посёлок Нагорное входил в состав Кирилловского сельсовета.
Согласно данным 1973 и 1990 годов посёлок Нагорное входил в состав Красносельского сельсовета.
В 1997 году в посёлке Нагорное Красносельской волости проживали 11 человек, в 2002 году — 22 человека (все русские).
В 2007 году в посёлке Нагорное Красносельского СП проживали 19 человек, в 2010 году — 76 человек.

## География
Посёлок расположен в восточной части района на автодороге 41К-454 (подъезд к пос. Староселье), к северу от автодороги 41К-092 (Высокое — Синицино).
Расстояние до административного центра поселения — 9 км. 
Расстояние до ближайшей железнодорожной станции Кирилловское — 11 км. 
Посёлок находится на южном берегу озера Глубокое.

## Демография
| 2007 | 2010 | 2017 | 2021 |
| ---- | ---- | ---- | ---- |
| 19   | ↗76  | ↘40  | ↗122 |

## Фото

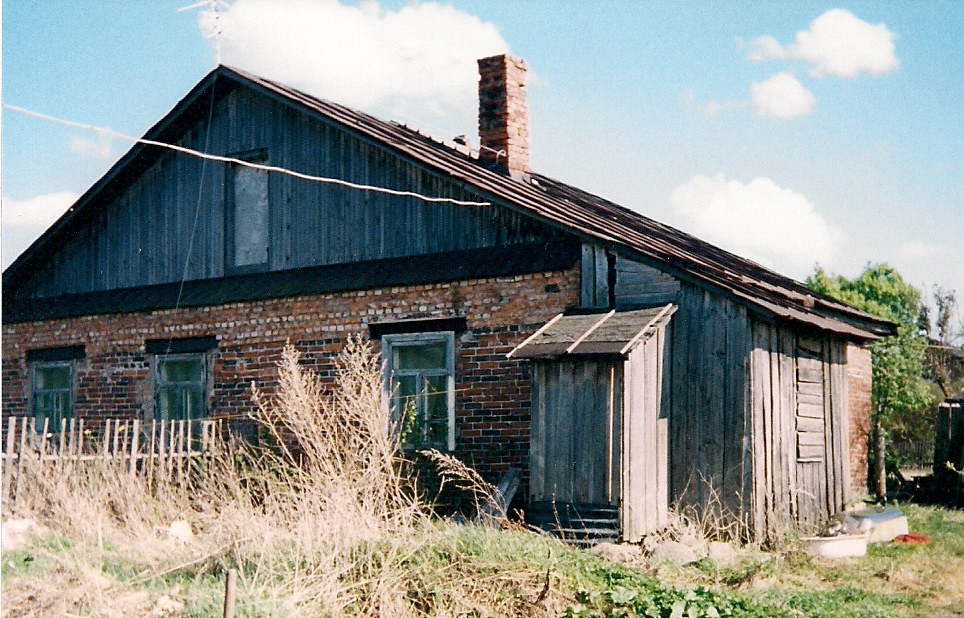
Сарай, построенный в 1936 году, был разрушен во время войны, но в советское время восстановлен и перестроен в многоквартирный дом

## Улицы
Лесная, Пляжная, Сосновая.

## Садоводства
Лавола